# Formel 1 (Codemasters)
Formel 1 (F1) ist eine von Codemasters entwickelte und veröffentlichte Rennspielserie mit dem Thema Formel 1. Der erste Teil erschien 2009 ausschließlich auf den Plattformen Wii und PlayStation Portable. Seit 2010 veröffentlicht Codemasters das Spiel für PC, Xbox 360, PlayStation 3, PlayStation 4, Xbox One und Nintendo 3DS.
Die Serie ist von der FIA lizenziert. Daher sind im Spiel alle Fahrer, Teams und Rennstrecken der entsprechenden Saison enthalten. Der 2019 verlängerte Vertrag zwischen Codemasters und der FIA sieht eine Partnerschaft bis mindestens 2025 vor, mit der Option um Verlängerung bis 2027 unter bestimmten Voraussetzungen.

## Spiele

### F1 2009
F1 2009 ist das erste von Codemasters veröffentlichte Formel-1-Computerrennspiel. Das von Sumo Digital entwickelte Spiel wurde am 19. November 2009 für die Wii und PlayStation Portable veröffentlicht. Eine Version für iOS folgte im Dezember.

### F1 2010
F1 2010 erschien am 23. September 2010 erstmals für die Xbox 360, PlayStation 3 und den PC. In dem neuen Spiel wurde besonderer Wert auf ein komplexes und realistisches Wettersystem gelegt, das das Fahrverhalten der Fahrzeuge beeinflusst. Im Spiel gibt es außerdem einen Karrieremodus, in dem man in die Rolle eines Formel-1-Fahrers schlüpfen kann und zum Beispiel Interviews geben muss.

### F1 2011
F1 2011 wurde am 23. September 2011 für Xbox 360, PlayStation 3 sowie Nintendo 3DS und Windows-PCs veröffentlicht. Die Entwickler integrierten die Neuheiten der Formel-1-Saison 2011 in das Spiel. Darunter zählen unter anderem DRS, KERS und die neuen Pirelli-Reifen (wobei KERS zum ersten Mal bereits in der Saison 2009 zum Einsatz kam). Auch das Safety-Car, das lange von der Community gefordert wurde, wurde in das Spiel eingefügt. Der in F1 2010 fehlende Splitscreenmodus wurde in F1 2011 wieder eingebaut und es gab die Möglichkeit, für den Splitscreenmodus eine eigene Saison mit bis zu 20 Rennen zusammenzustellen.

### F1 2012
F1 2012 wurde am 21. September 2012 für Xbox 360, PlayStation 3 und Windows-PCs veröffentlicht. Das Spiel basiert auf der Formel-1-Saison 2012. Der Hersteller versuchte den Rennfahreralltag mehr in den Vordergrund zu stellen. Des Weiteren wurde die Physik-Engine sowie die Grafik weiter verbessert und ein dynamisches Wettersystem eingeführt. Mehrere neue Modi, wie der Young drivers test, die Saison-challenge und der Champions-Modus wurden eingeführt. Des Weiteren gab es eine neue Kameraperspektive, die sogenannte T-cam, die den Aufnahmen der Onboard-Kamera ähnlicher sein soll. Die Rennstrecke in Austin wurde ergänzt. Seit F1 2012 sind im Splitscreenmodus nur noch Einzelrennen fahrbar, eine Zweispieler-Saison wird nicht länger unterstützt.

### F1 2013
F1 2013 wurde am 4. Oktober 2013 für den PC, für die PlayStation 3 und für die Xbox 360 veröffentlicht. Unter den aktuellen Formel-1-Wagen kommen auch klassische Rennwagen aus den 1980er Jahren und aus den 1990er Jahren im sogenannten Classic Mode zum Einsatz. Zudem enthält F1 2013 vier ehemalige Formel-1-Rennstrecken: Estoril (Portugal), Brands Hatch (Großbritannien), Jerez (Spanien) und Imola (San Marino). Außerdem wurde der Grand-Prix-Modus aus F1 2010 und F1 2011, in dem man sich seine eigene Rennsaison zusammenstellen konnte, wieder eingeführt.

### F1 2014
F1 2014 wurde am 17. Oktober 2014 für Xbox 360, PlayStation 3 und Windows-PC veröffentlicht. Das Spiel basiert auf der Formel-1-Saison 2014. Das neue Reglement wurde berücksichtigt und der Sochi Autodrom sowie der Red-Bull-Ring wurde im Rennkalender ergänzt.

### F1 2015
F1 2015 erschien am 10. Juli 2015 für Windows und erstmals auch für die Xbox One und die PlayStation 4. Bei F1 2015 kommt die EGO-Engine 4.0 zum Einsatz. Die Engine verbessert die Grafik und die Fahrphysik in 20 Bereichen. Davon betroffen sind unter anderem die Reifen, die Aerodynamik, das Getriebe und der Tank.
Die Präsentation der Strecken soll an eine TV-Übertragung erinnern, wie zum Beispiel Szenen aus der Startaufstellung oder auch Siegerehrungen. Das Spiel wird in der deutschen Version von dem RTL-Kommentator Heiko Waßer kommentiert. Hinzu kommen eine neue Championship-Saison, die den Karriere-Modus ersetzt, ein Pro-Season-Modus, Mehrspieler-Rennen sowie alle Teams, Fahrer und Strecken der Saison 2015. Während der Saison werden kostenlose Updates veröffentlicht, die zum Beispiel die Performance der Autos oder die Lackierungen verändern. Weiterhin wird zusätzlich die 2014er Saison enthalten sein. Bei den Konsolen-Versionen kann man zudem mithilfe von Kinect, einer PlayStation-Kamera oder einem Headset mit dem Renningenieur reden.

### F1 2016
F1 2016 ist am 19. August 2016 erschienen. Für F1 2016 wurden erstmals Fans in die Entwicklung eingebunden. Viele Wünsche der Fans wie das Safetycar und der überarbeitete Karrieremodus wurden in das Spiel integriert. Beim Start in den Karrieremodus muss zunächst ein eigener Fahrer sowie Nummer und Helmdesign erstellt werden. Danach kann man eins der elf Teams frei auswählen.

### F1 2017
F1 2017 wurde am 25. August 2017 für Xbox One, PlayStation 4 und Windows veröffentlicht. Das Spiel bietet einen umfangreicheren Karrieremodus als seine Vorgänger, so können deutlich mehr Teile am Auto des eigenen Teams verbessert werden. Außerdem verschleißen diese und deshalb sind öfters zum Beispiel Motoren- oder Getriebewechsel erforderlich. Ebenfalls enthalten sind 12 Klassikfahrzeuge.

### F1 2018
F1 2018 wurde am 24. August 2018 für Xbox One, PlayStation 4 und Windows veröffentlicht.

### F1 2019
F1 2019 wurde am 28. Juni 2019 für Xbox One, PlayStation 4 und Windows veröffentlicht.
Es ist erstmals möglich, Formel-2-Autos zu fahren, wobei vor der Fahrerkarriere drei Formel-2-Szenarien bestritten werden können.

### F1 2020
F1 2020 wurde am 10. Juli 2020 für Windows, PlayStation 4, Xbox One und auf Google Stadia veröffentlicht. Bei dieser Ausgabe ist es erstmals in der Serie möglich, die Formel 1 aus Sicht eines Teamchefs zu erleben und sein eigenes Formel-1-Team zu gründen. Vom deutschsprachigen Computerspielmagazin GameStar wurde das Spiel mit 89 von 100 Punkten bewertet.

### F1 2021
F1 2021 wurde am 16. Juli 2021 für Windows, PlayStation 4, PlayStation 5, Xbox One und Xbox Series X/S veröffentlicht. In diesem Serienteil soll es erstmals möglich sein, einen Karrieremodus für bis zu zwei Spieler zu spielen.

### F1 22
F1 22 wurde am 1. Juli 2022 für Microsoft Windows, PlayStation 4, PlayStation 5, Xbox One und Xbox Series X / S veröffentlicht.

### F1 23
Das Spiel erschien am 16. Juni 2023 für Microsoft Windows, PlayStation 4, PlayStation 5, Xbox One und Xbox Series X / S.

### F1 24
Das Spiel erschien am 31. Mai 2024 für Microsoft Windows, PlayStation 4, PlayStation 5, Xbox One und Xbox Series X / S.

### F1 25
Das Spiel erschien am 30. Mai 2025 für Microsoft Windows, PlayStation 5 und Xbox Series X / S.

## Rezeption
Codemasters erster Erfolg datiert aus dem Jahre 2010, in dem sie mit ihrem Titel F1 2010 einen sehr guten Eindruck hinterlassen haben. Obwohl sie in folgenden Jahren nicht mehr so erfolgreich waren, überzeugte Codemasters immer wieder mit Titeln wie F1 2013 und vor allem F1 2016. Bei Letzterem arbeitete Codemasters laut eigener Ankündigung stärker mit Fans zusammen.
An der Reihe wurde hauptsächlich kritisiert, dass es bis zum Titel F1 2015 zu wenige Neuerungen gab. Einige Spielteile wurden als „müde Updates“ bezeichnet.
Der Formel-1-Pilot Pascal Wehrlein sagte in einem Interview, dass F1 2018 weit weg von der Realität sei und das Spielgefühl selbst mit Playseat nicht mit einem Formel-1-Simulator zu vergleichen wäre. Nichtsdestotrotz mache ihm das Spiel aber Spaß und die Strecken seien seiner Einschätzung nach ziemlich realistisch.
Die Ausgabe von 2020 wurde von Kritikern besonders gut aufgenommen. So erzielte die Version für Xbox One auf Metacritic einen Metascore von 91 von 100 Punkten, was diese als Universal acclaim („Allgemeine Anerkennung“) wertet. Das Computerspielmagazin GameStar bezeichnet F1 2020 in ihrem Test zum Zeitpunkt des Release im Juli als bestes Spiel der Serie und „bislang bestes Rennspiel des Jahres“. Gelobt werden neben den Verbesserungen an Strecke und Fahrgefühl insbesondere den neuen Modus My Team. Bei den Interviews sowie Gesichtern und Animationen gebe es allerdings noch Verbesserungspotential.

„F1 2020 erweitert das Grundgerüst um einen interessanten Modus, verbessert es sinnvoll wird so zum bislang besten F1-Spiel von Codemasters.“